# زیبایی ربوده‌شده
زیبایی ربوده‌شده (به انگلیسی: Stealing Beauty) یا ربودن زیبایی فیلمی محصول سال ۱۹۹۶ و به کارگردانی برناردو برتولوچی است. در این فیلم بازیگرانی همچون جرمی آیرونز، لیو تایلر، شینید کیوسک، ژان ماره، دونالد مک‌کین، دی دبلیو موفت، استفانیا ساندرلی، ریچل وایس، جوزف فاینز، کارلو چکی، جیسون فلمینگ و آنا ماریا گراردی ایفای نقش کرده‌اند.